# Uniwersytet Wschodniośródziemnomorski
 Uniwersytet Wschodniośródziemnomorski (tur. Doğu Akdeniz Üniversitesi (DAÜ)) – północnocypryjska uczelnia wyższa, zlokalizowana w Famaguście.
Poprzednikiem uczelni był Instytut Wyższych Technologii, utworzony w 1979 roku. 105 studentów rozpoczęła wówczas naukę na trzech wydziałach: Budownictwa Lądowego, Elektrycznym i Mechanicznym. W 1985 roku, po proklamowaniu niepodległości przez Cypr Północny, władze tureckie zadecydowały o przekształceniu instytutu w uczelnię akademicką. Uniwersytet Wschodniośródziemnomorski został utworzony w 1986 roku. Zainaugurowano wówczas działalność czterech wydziałów: Inżynierii, Sztuki i Nauki, Biznesu i Ekonomii oraz Szkoły Informatyki i Technologii.
W skład uczelni wchodzą następujące jednostki organizacyjne:
- Wydział Architektury
- Wydział Nauki i Sztuki
- Wydział Biznesu i Ekonomii
- Wydział Komunikacji i Mediów
- Wydział Stomatologii
- Wydział Pedagogiczny
- Wydział Inżynierii
- Wydział Nauk o Zdrowiu
- Wydział Farmacji
- Wydział Prawa
- Wydział Medycyny
- Wydział Turystyki